# Refugio Sargento Cabral
El refugio Sargento Cabral es un refugio antártico ubicado en la punta Pitt, en la costa oeste del canal Príncipe Gustavo, península Trinidad en el extremo norte de la península Antártica. Inaugurado el 18 de septiembre de 1964, en la campaña antártica de 1964-1965, está administrado por el Ejército Argentino.
Es uno de los 18 refugios que se hallan bajo responsabilidad de la base Esperanza, que se encarga de las tareas de mantenimiento y cuidado.
Lleva el nombre de Juan Bautista Cabral (1789 – 1813), que murió tras el Combate de San Lorenzo al socorrer al entonces coronel José de San Martín cuyo caballo había caído durante el combate.
Actualmente está inhabilitado.